# Alexander Abenius
Oscar Alexander Abenius, född 12 mars 1990 i Skallsjö församling, Älvsborgs län, är en före detta svensk politiker (moderat) som innehöll positionen som kommunstyrelsens ordförande i Lerums kommun, seglare och tränare.

## Biografi

### Tidiga år
Alexander Abenius började segla optimistjolle som 7-åring och blev 2017 svensk mästare i Match Racing inom sporten segling tillsammans med sitt lag Team Abenius. Abenius har också varit tränare bland annat för det svenska VM-laget i optimistjolle 2010 som gick av stapeln i Langkawi, Malaysia.

### Karriär
Alexander Abenius började sin politiska bana inom Moderata Ungdomsförbundet 2006 och valdes in i Lerums kommunfullmäktige 2010 som 20-åring.
Alexander Abenius tog över rollen som kommunalråd i opposition för Moderaterna den 1 januari 2017 efter Henrik Ripa. I valrörelsen fick Moderaterna i Lerums kommun 26,96% i Lerums kommun och kunde tillsammans med Kristdemokraterna, Liberalerna och Centerpartiet bilda ett Alliansstyre i majoritet med Abenius som ny kommunstyrelseordförande. När Alexander Abenius tillträdde som kommunstyrelsens ordförande var han den yngsta politikern som haft rollen i Lerums kommun samt en av tre första 90-talister i Sverige någonsin. I november 2021 meddelade Alexander Abenius att han lämnar politiken vid mandatperiodens slut för att spendera mer tid med familjen.

### Kontroverser
Abenius uppmärksammades medialt i januari 2021 efter att han kritiserat sina egna politiska motståndare för att inte ha följt restriktionerna under coronaviruspandemin 2019–2021 samtidigt som han själv befann sig på Island.